# While You Were Sleeping
While You Were Sleeping (Brasil: Enquanto Você Dormia / Portugal: Enquanto Dormias) é um filme de comédia romântica estadunidense de 1995 dirigido por Jon Turteltaub e escrito por Daniel G. Sullivan e Frederic Lebow. É estrelado por Sandra Bullock como Lucy, uma funcionária do metro de Chicago, e Bill Pullman como Jack, o irmão de um homem cuja vida ela salva, junto com Peter Gallagher como Peter, o homem que é salvo, e Peter Boyle, Glynis Johns, e Jack Warden como amigo e vizinho de longa data da família.
O filme foi um sucesso crítico e comercial, arrecadando mais de US$182 milhões nas bilheterias. Bullock e Pullman receberam elogios por suas performances. Bullock também recebeu uma indicação ao Globo de Ouro de Melhor Atriz - Comédia ou Musical.

## Sinopse
Lucy Eleanor Moderatz (Sandra Bullock) é uma solitária bilheteira da Autoridade de Trânsito de Chicago, lotada na estação Randolph/Wabash. Ela tem uma paixão secreta pelo belo passageiro Peter Callaghan (Peter Gallagher), apesar de serem completamente estranhos. No dia de Natal, ela o resgata da estação do metrô, após um grupo de assaltantes o empurrar para os trilhos. Ele entra em coma e Lucy o acompanha até o hospital. No local, uma enfermeira interpreta mal uma frase de Lucy e diz à família de Peter que ela é a noiva dele. Como a família não tem notícias de Peter há algum tempo, o noivado é uma surpresa. Lucy se vê imersa demais na crise para explicar a verdade. Ela permanece em silêncio devido a: constrangimento; a avó de Peter, Elsie (Glynis Johns) ter problemas cardíacos; e por solidão.
Ao visitar Peter, Lucy confessa sua situação a ele, sem saber que seu padrinho Saul (Jack Warden) a ouve. Ele a confronta, mas decide manter o segredo porque o acidente aproximou a família e não acredita que Lucy está sendo maliciosa. Sem família e poucos amigos e tão cativada pelos excêntricos Callaghans e seu amor incondicional, ela passa um Natal atrasado com eles e então conhece o irmão mais novo de Peter, Jack (Bill Pullman), que deveria assumir a loja de móveis do pai, embora queira ter seu próprio negócio.
Inicialmente, Jack desconfia de Lucy, mas se apaixona por ela enquanto passam um tempo juntos, e a relação se torna mútua. Eles se unem por causa do humor em comum, dos sonhos de viajar e do amor intenso pelos Callaghans. Depois da véspera de Ano Novo, Peter acorda. Ele não conhece Lucy, então supõe-se que ele deva ter amnésia. Lucy e Peter começam a passar um tempo juntos e ele percebe o quão doce ela é. Saul o convence a lhe propor casamento "novamente"; ela aceita, mesmo apaixonada por Jack. Quando Jack visita Lucy na véspera do casamento, ela pergunta se ele pode lhe dar um motivo para não se casar com Peter. Ele a decepciona por não poder.
No dia do casamento, assim que inicia-se a cerimônia, Lucy finalmente diz à família que não só se apaixonou por todos eles, como também ama Jack em vez de Peter. A verdadeira noiva de Peter, Ashley Bartlett Bacon (Ally Walker), que por acaso é casada, chega e também exige que o casamento seja interrompido. Com a família discutindo, Lucy passa despercebida, insegura de seu futuro. Algum tempo depois, enquanto ela está no trabalho, Jack coloca um anel de noivado na bandeja de sua cabine e a pede em casamento. Jack e Lucy se casam e depois partem em um trem para a lua de mel. Ela narra que ele realizou seu sonho de ir a Florença, na Itália, e explica que, quando Peter perguntou quando ela se apaixonou por Jack, ela respondeu: "Foi enquanto você estava dormindo".

## Elenco
- Sandra Bullock ... Lucy Eleanor Moderatz Callaghan
- Bill Pullman ... Jack Callaghan
- Peter Gallagher ... Peter Callaghan
- Peter Boyle ... Ox Callaghan
- Jack Warden ... Saul
- Glynis Johns ... Elsie
- Micole Mercurio ... Midge Callaghan
- Jason Bernard ... Jerry Wallace
- Michael Rispoli ... Joe Fusco Jr.
- Ally Walker ... Ashley Bartlett Bacon
- Ruth Rudnick ... Wanda
- Monica Keena ... Mary Callaghan

## Produção

### Seleção de elenco
O papel da protagonista Lucy Moderatz foi oferecido as atrizes Demi Moore e Julia Roberts, mas ambas recusaram. Depois que a Hollywood Pictures, de propriedade da Disney, adquiriu o roteiro em 1994, houve dificuldades para encontrar atores interessados. Meg Ryan foi uma das primeiras a recusar o papel, já que inicialmente Lucy deveria ser aquela que entraria em coma. Para o protagonista masculino Jack Callaghan, atores como Dennis Quaid, Pierce Brosnan, James Spader e Dylan McDermott foram alguns dos nomes considerados para o papel.

### Roteiro e locação
O roteiro original intitulado de Coma Guy, foi alterado logo após o mesmo ser adquirido pela Caravan Pictures. Contudo, mudanças no roteiro e revisões ocorreram até próximo ao início de sua produção. Segundo o produtor Jonathan Glickman, o protagonista Pullman queria abandonar a obra após um encontro de leitura do roteiro, mas foi informado por seu agente, de que ele não poderia desisitir de outro filme. Durante a última semana de preparação do filme, os escritores originais retornaram e melhoraram o roteiro de While You Were Sleeping. Além disso, originalmente, sua ambientação seria localizada na cidade de Nova Iorque, entretanto, por questões orçamentárias, a ambientação da produção foi alterada para Chicago, onde o filme foi gravado. Suas filmagens ocorreram de 8 de outubro a 14 de dezembro de 1994.

## Recepção

### Bilheteria
While You Were Sleeping foi um sucesso de bilheteria, em seu fim de semana de estreia nos Estados Unidos, de 21 a 23 de abril de 1995, arrecadou US$ 9.288.915 dólares, superando Bad Boys. O filme também foi o décimo terceiro maior faturamento do ano de 1995 nos Estados Unidos. Mundialmente, arrecadou um total de US$ 182.057.016 dólares, contra um orçamento estimado de US$ 17 milhões.

### Crítica
While You Were Sleeping recebeu críticas positivas. O site de avaliações Rotten Tomatoes reportou uma classificação de aprovação que contabiliza 81%, com base em 57 avaliações e uma pontuação média de 6.5/10. O consenso crítico do site diz: "While You Were Sleeping é construído inteiramente com ingredientes conhecidos, mas reunido com tanta habilidade  — e com uma performance tão encantadora de Sandra Bullock  — que dá um bom nome à fórmula". Pelo Metacritic, que usa média ponderada a partir de opiniões dos críticos, foi atribuída ao filme uma pontuação de 67 em 100, com base em 20 comentários, indicando "avaliações geralmente favoráveis". O público pesquisado pelo CinemaScore deu ao filme nota A em uma escala de A a F.
Roger Ebert do Chicago Sun-Times, em sua avaliação de While You Were Sleeping, forneceu três estrelas de um total de quatro e escreveu: "É um filme de bem-estar, caloroso e de bom coração, e como se encaminhava para um final feliz, ainda fiquei um pouco surpreso com o quanto estava gostando dele".

## Impacto
Através de sua atuação em While You Were Sleeping, Bullock foi indicada ao Globo de Ouro de Melhor Atriz - Comédia ou Musical e estabeleceu-se como uma das atrizes mais populares de comédias românticas pela próxima década. O filme juntamente com Speed (1994), são creditados como a tendo lançado ao estrelato.  
Em adição, o filme foi reconhecido pelo American Film Institute em 2002, recebendo uma indicação para a lista das maiores histórias de amor do cinema estadunidense.